# Championnat du monde de polo 2001
Navigation
Édition précédente Édition suivante
Le championnat du monde de polo 2001, sixième édition du championnat du monde de polo, a lieu en mars-avril 2001 au Werribee Park de Melbourne, en Australie. Il est remporté par le Brésil.